# Rogneda reticulata
Rogneda reticulata är en plattmaskart som beskrevs av Brunet 1969. Rogneda reticulata ingår i släktet Rogneda och familjen Polycystididae. Inga underarter finns listade i Catalogue of Life.